# Raffaelea hennebertii
Raffaelea hennebertii är en svampart som beskrevs av D.B. Scott & J.W. du Toit 1970. Raffaelea hennebertii ingår i släktet Raffaelea och familjen Ophiostomataceae.   Inga underarter finns listade i Catalogue of Life.